# ويد دوولي
ويد دوولي (بالإنجليزية: Wade Dooley)‏ هو لاعب اتحاد الرغبي بريطاني، ولد في 2 أكتوبر 1957 في وارينغتون في المملكة المتحدة.

## وصلات خارجية
- ويد دوولي عل موقع إسبنسكروم (الإنجليزية)